# Tr 16
Trumpler 16 (Tr 16) è un enorme ammasso aperto che ospita alcune delle stelle più luminose della Via Lattea. Si trova all'interno del complesso Nebulosa della Carena nel braccio Carena-Sagittario, situato a circa 2 842 pc (9 270 al) dalla Terra. L'ammasso ha una stella visibile ad occhio nudo dai tropici verso sud, Eta Carinae. 

## Caratteristiche
I suoi membri più luminosi sono Eta Carinae e WR 25, entrambi con luminosità diverse milioni di volte quella del Sole, e ci sono altre tre stelle estreme con classi spettrali O3. Sia Eta Carinae che WR 25 sono sistemi binari, con le stelle primarie che contribuiscono alla maggior parte della luminosità, ma con compagne che sono esse stesse più massicce e luminose della maggior parte delle stelle. Complessivamente, in tutte le lunghezze d'onda, WR 25 è stimata essere la più luminosa delle due, 6300000 L⊙ (magnitudine bolometrica assoluta -12,25) rispetto a Eta Carinae che è 5000000 L⊙ (magnitudine bolometrica assoluta -12,0). Tuttavia, Eta Carinae appare di gran lunga l'oggetto più luminoso, sia perché è più luminoso nelle lunghezze d'onda ottiche sia perché è incorporata nella nebulosa che ne amplia la luminosità. WR 25 è molto calda ed emette la maggior parte della sua radiazione a lunghezze d'onda ultraviolette. 

## Carina OB1
Trumpler 16 e Trumpler 14 sono gli ammassi di stelle più importanti in Carina OB1, un'associazione stellare gigante nel braccio del Sagittario. Un altro cluster all'interno di Carina OB1, Collinder 228, si ritiene essere un'estensione di Trumpler 16 che appare visivamente separata solo a causa di una scia di polvere. I tipi spettrali delle stelle indicano che Trumpler 16 è formato da una singola ondata di formazione stellare. A causa dell'estrema luminosità delle stelle formate, i loro venti stellari allontanano le nuvole di polvere, similmente a quanto avviene nelle Pleiadi. Entro pochi milioni di anni, dopo che le stelle più luminose saranno esplose come supernovae, l'ammasso scomparirà lentamente. Trumpler 16 include la maggior parte delle stelle nella parte orientale di Carina OB1. 

## Gaia Data Release 2
Gaia Data Release 2 fornisce i dati di parallasse per molte stelle considerate membri di Trumpler 16. Da ciò si è scoperto che le quattro stelle di classe O più calde della regione hanno parallasse molto simili con un valore medio di 0,383±0,017 mas. Molti degli altri supposti membri mostrano parallassi significativamente diverse e potrebbero essere oggetti in primo piano o di sfondo. Pertanto, si presume che la distanza di Trumpler 16 sia di circa 2600 pc, significativamente superiore alla distanza nota con precisione di η Carinae. 

## Galleria d'immagini

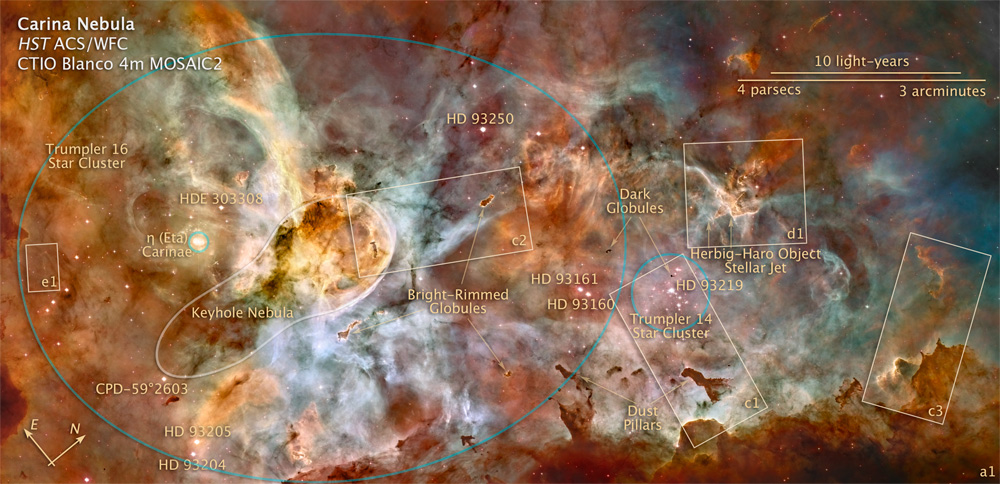
Associazione Carina OB1, con l'area di Trumpler 16 indicata
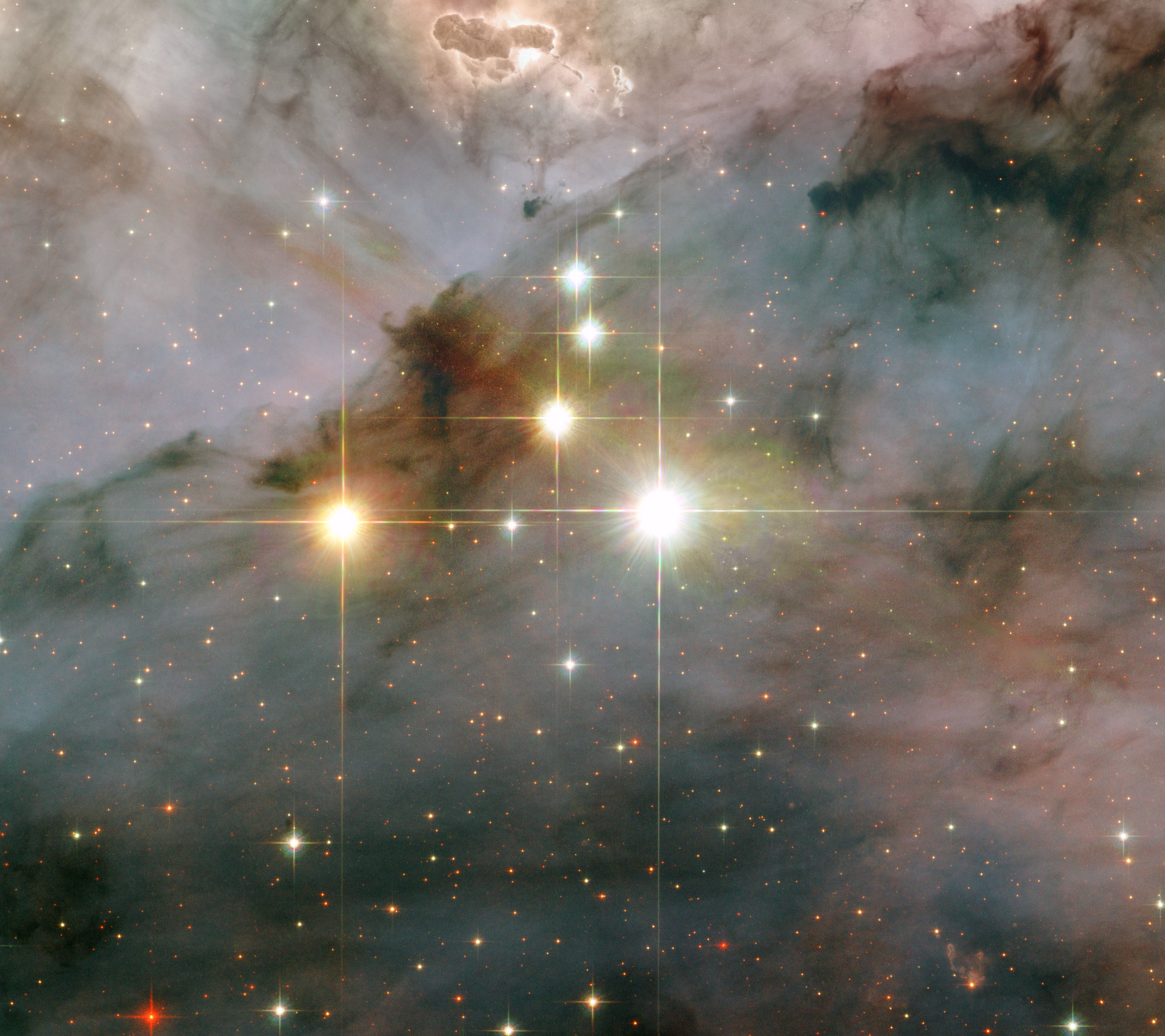
Alcune delle stelle in Tr 16: WR 25 e Tr16-244 sono rispettivamente la più luminosa e la terza più luminosa in questa immagine, la seconda più luminosa è semplicemente un oggetto in primo piano.